# Port Hedland
Port Hedland is een stad aan de noordkust van West-Australië. Er wonen ongeveer 15.000 mensen, daarmee is het de grootste stad in Pilbara. De stad heeft, in verhouding tot zijn omvang, een gigantische haven voor de export van ijzererts.

## Geschiedenis
Het eerste Europese schip dat de regio bereikte, was de Mystery in 1863. De inham was een goede natuurlijke haven en kreeg de naam Port Hedland, naar haar kapitein Peter Hedland.

Tegen het einde van de 19e eeuw werd de noodzaak voor een haven in Pilbara gevoeld. In 1896 werd de eerste steiger aangelegd. Een paar jaar later werd goud gevonden bij Marble Bar, dit leidde tot meer verkeer en de steiger werd verlengd. In 1911 werd de 200 kilometer lange spoorweg naar Marble Bar geopend.

Tot de jaren veertig werd de haven gebruikt voor het lossen van goederen en grondstoffen voor de lokale bevolking en industrie en werd wol, vee, goud en andere metalen geladen. Na de Tweede Wereldoorlog werd de uitvoer van mangaan belangrijk. Vanaf 1965 kwam de productie van ijzererts op gang, Goldsworthy Mining, nu een onderdeel van mijnbouwbedrijf BHP Billiton, liet een kanaal baggeren geschikt voor schepen tot 65.000 DWT. De haven werd bijna continu uitgebreid en dieper uitgebaggerd en in 1975 konden al bulkcarriers tot 225.000 DWT binnenvaren en afmeren. In 2013 was Port Hedland uitgegroeid tot grootste erts exporthaven van Australië.

## Klimaat
Port Hedland heeft een steppeklimaat met invloeden van het tropisch savanneklimaat. Gedurende het gehele jaar is het warm met een gemiddelde temperatuur van 36°C in december en januari en 27°C in juli. De jaarlijkse neerslag is net meer dan 300 millimeter, met de meeste neerslag in het eerste kwartaal. Van 1 november tot 30 april kunnen tropische cylonen voor komen en dan kan veel neerslag in een korte tijd vallen. Vanwege de hoge temperaturen in de zomer komen toeristen vooral in de Australische winter de plaats bezoeken.
| Maand                            | jan  | feb  | mrt  | apr  | mei  | jun  | jul  | aug  | sep  | okt  | nov  | dec  | Jaar |
| -------------------------------- | ---- | ---- | ---- | ---- | ---- | ---- | ---- | ---- | ---- | ---- | ---- | ---- | ---- |
| Hoogste maximum (°C)             | 49,0 | 48,2 | 45,9 | 42,4 | 38,8 | 35,5 | 34,4 | 36,8 | 42,2 | 46,9 | 47,4 | 47,9 | 49,0 |
| Gemiddeld maximum (°C)           | 36,4 | 36,1 | 36,7 | 35,2 | 30,6 | 27,6 | 27,1 | 29,2 | 32,3 | 34,8 | 36,2 | 36,6 | 33,2 |
| Gemiddeld minimum (°C)           | 25,6 | 25,5 | 24,5 | 21,4 | 17,2 | 14,1 | 12,3 | 13,1 | 15,4 | 18,4 | 21,3 | 24,0 | 19,4 |
| Laagste minimum (°C)             | 18,1 | 16,3 | 15,8 | 12,2 | 7,0  | 4,7  | 3,2  | 3,7  | 7,7  | 11,1 | 12,4 | 16,6 | 3,2  |
|                                  |      |      |      |      |      |      |      |      |      |      |      |      |      |
| Neerslag (mm)                    | 64   | 95   | 50   | 22   | 27   | 24   | 11   | 5    | 1    | 1    | 3    | 19   | 321  |
| Bron: (en) Bureau of meteorology |      |      |      |      |      |      |      |      |      |      |      |      |      |

## Zoutwinning
Bij de plaats wordt ook zeezout gewonnen. In 2001 werden deze activiteiten overgenomen door Dampier Salt. De capaciteit ligt hier op ruim 3 miljoen ton per jaar en het bedrijfsterrein heeft een oppervlak van 78 km². Via de haven wordt het zeezout vervoerd naar de chemische industrie die het gebruikt bij de productie van onder andere plastics en glas. De zoutpannen worden druk bezocht door vogels die hier rusten en eten.

## Haven

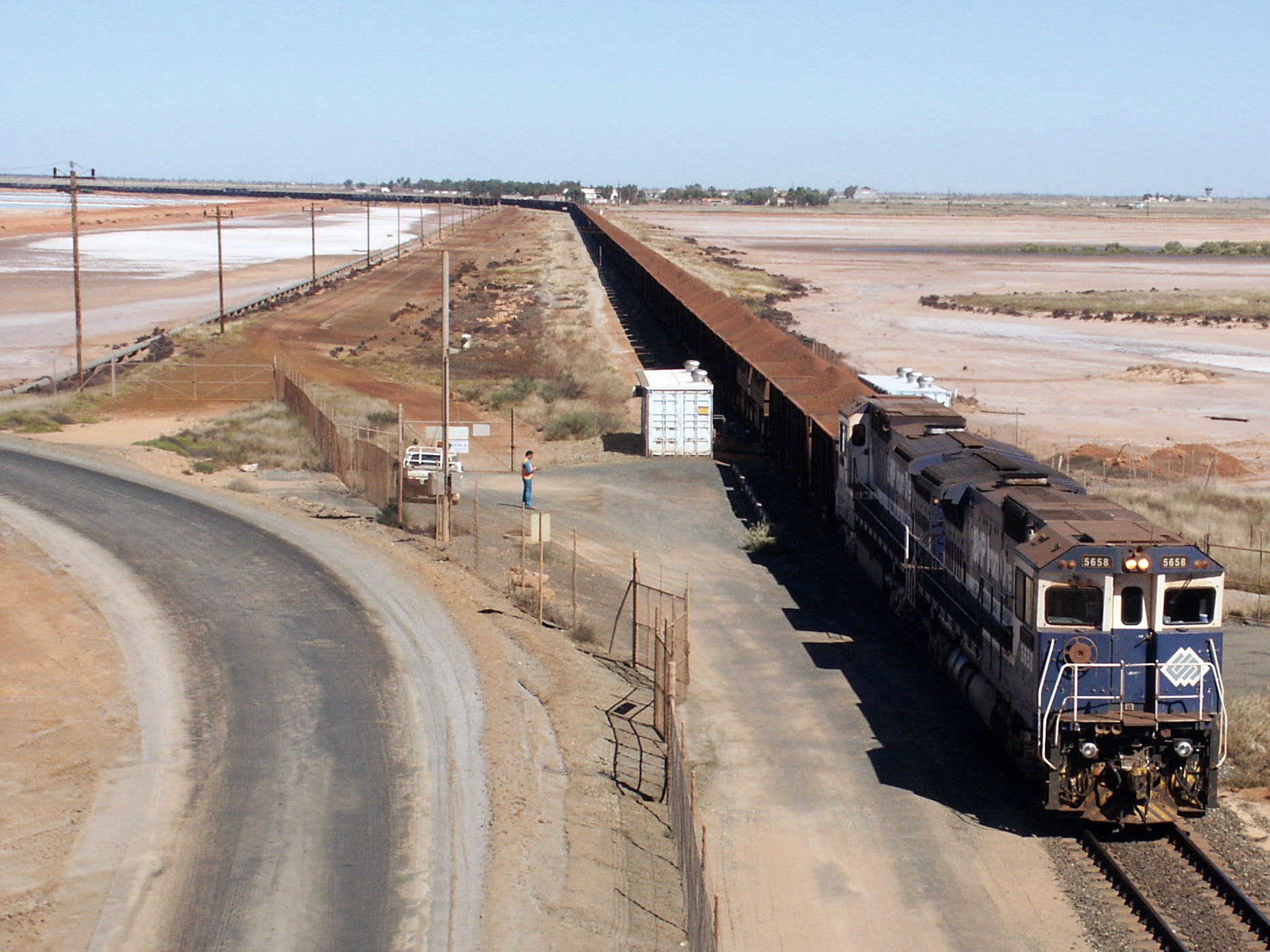
Ertstrein bij aankomst in Port Hedland

Kaart met ijzerertsmijnen in Pilbara

Port Hedland heeft een natuurlijke haven die toegankelijk is voor diepstekende zeeschepen. Hij wordt gebruikt voor de invoer van noodzakelijk producten voor de regio, waaronder brandstoffen, maar is vooral bekend als exporthaven van ijzererts. Pilbara is een van de belangrijkste ijzerertsgebieden ter wereld. Het erts wordt met treinen vanuit het binnenland aangevoerd. Diverse spoorlijnen verbinden de haven met de belangrijkste mijnen ten zuidoosten van de stad. De haven, naar tonnen vracht gemeten de op acht na grootste ter wereld, verscheept jaarlijks ruim 500 miljoen ton lading. Een boekjaar van de haven loopt van 1 juli tot en met 30 juni.
Twee andere belangrijke ijzererts havens in de omgeving zijn Dampier met een capaciteit van 172 miljoen ton per jaar en Cape Lambert waar 80 miljoen ton in bulkcarriers kan worden geladen. Cape Lambert ligt 180 kilometer en Dampier 260 kilometer ten westen van Port Hedland. Per 1 juli 2014, is de havenbeheerder Port Hedland Port Authority samengegaan met Dampier Port Authority om samen de Pilbara Ports Authority te vormen. 
| Jaar | Aantal schepen | Totaal lading   | waarvan ijzererts |
| Jaar | Aantal schepen | (× miljoen ton) | (× miljoen ton)   |
| ---- | -------------- | --------------- | ----------------- |
| 2007 | 925            | 112             | 107               |
| 2008 | 888            | 131             | 125               |
| 2009 | 1027           | 159             | 154               |
| 2010 | 1303           | 179             | 174               |
| 2011 | 1474           | 199             | 192               |
| 2012 | 1843           | 247             | 239               |
| 2013 | 2028           | 288             | 280               |
| 2014 | 2447           | 372             | 364               |
| 2015 | -              | 447             | 440               |
| 2016 | 2746           | 460             | 454               |
| 2017 | 2937           | 501             | 494               |
| 2018 | 3037           | 519             | 509               |
| ...  |                |                 |                   |
| 2021 | 3159           | 546             | 540               |
| 2022 | 3281           | 561             | 554               |
| 2023 | 3289           | 567             | 559               |
| 2024 | 3381           | 573             | 565               |

## Naslagwerk
- (en)  Murray Shaw, Moving Mountains: The Evolution of Port Hedland Harbour, Hesperian Press, ISBN 085905389X